# Playing the Angel
Playing the Angel je jedenácté studiové album Depeche Mode. Bylo vydáno Mute Records 17. října 2005.

## Přehled
Toto album je první, na kterém má podíl i skladatelské nadání Davida Gahana – tři ze skladeb („Suffer Well“, „I Want It All“ a „Nothing's Impossible“) si napsal zpěvák sám. Gahan je hlavním zpěvákem na všech skladbách, vyjma zcela instrumentálního „Introspectre“ a skladeb „Macro“ a „Damaged People“, které nazpíval Martin Gore. Na posledních dvou skladbách zpívá Gahan v pozadí.
O albu se říká, že je více „organičtější“, protože používá více analogových než digitálních syntetizérů. Obsahuje také singl Precious, který je připomínkou Enjoy the Silence. Zvuky jsou zde ovšem mnohem hrubší, než na jejich předchozím studiovém albu Exciter.
V polovině července 2005 se objevil na Internetu nedokončený videoklip pro „Precious“. Předpokládá se, že se dostal ven skrze webové stránky produkčního týmu, který pomáhal s jeho výrobou. Kromě skladeb, které se dostaly na album, se uvažovalo ještě o několika dalších písních. Dvě z nich předběžně nazvané „Everything“ a „Martyr For Love“ se na albu vůbec neobjevily. Jiné jako např. „Free“ (u skladby „Precious“ a v japonské verzi Playing the Angel jako bonusová skladba) mohou být zahrnuty společně se singly.
Album je také k dispozici jako standardní CD a deluxe verzi na SACD/DVD. V USA DVD verze obsahuje hlavní disk na hybridním vícekanálovém SACD a bonusové DVD, přinášející exkluzivní studiovou nahrávku „Clean“ (z alba Violator), videoklip k „Precious“, fotogalerii a 5.1 prostorový mix alba.
Deluxe verze iTunes tohoto alba má několik bonusů, včetně studiové nahrávky skladby „Waiting for the Night“ z alba Violator a videoklipu k „Precious“. Lidé, kteří si předobjednali album, se také mohli zúčastnit předprodeje vstupenek pro většinu koncertů turné Touring the Angel – což je poprvé, kdy bylo něco takového nabídnuto iTunes a firmou Ticketmaster.
V UK debutovalo album na 6. a v USA na 7. příčce žebříčků. Vzhledem k předchozímu albu Exciter, které se umístilo na 9. a 8. místě, si tak Depeche Mode drobně polepšili.

## Seznam skladeb
Všechny skladby napsal(i) Martin Gore, pokud není uvedeno jinak. 
| Pořadí | Název                         | Autor                                          | Délka |
| ------ | ----------------------------- | ---------------------------------------------- | ----- |
| 1.     | A Pain That I'm Used To       |                                                | 4:11  |
| 2.     | John the Revelator            |                                                | 3:42  |
| 3.     | Suffer Well                   | Dave Gahan, Christian Eigner, Andrew Phillpott | 3:49  |
| 4.     | The Sinner in Me              |                                                | 4:56  |
| 5.     | Precious                      |                                                | 4:10  |
| 6.     | Macro                         |                                                | 4:03  |
| 7.     | I Want It All                 | Gahan, Eigner, Phillpott                       | 6:09  |
| 8.     | Nothing's Impossible          | Gahan, Eigner, Phillpott                       | 4:21  |
| 9.     | Introspectre (instrumentální) |                                                | 1:42  |
| 10.    | Damaged People                |                                                | 3:29  |
| 11.    | Lilian                        |                                                | 4:49  |
| 12.    | The Darkest Star              |                                                | 6:55  |

### Bonusové skladby
- „Clean“ (Bare) – (3:44), na DVD verzi alba
  - basy – Andrew Fletcher
- „Free“ (5:11)
  - v UK verzi doprovází Precious, samostatně na japonské verzi alba

## Reakce
Playing the Angel byl přivítán fanoušky, jako návrat do zlaté éry Depeche Mode. Mnozí pociťovali, že se skupina opět našla, po odchodu Alana Wildera v roce 1995. I tak ale byly některé písně jako např. „I Want It All“ a dvě nazpívané Martinem Gorem na žádosti fanoušků remixovány.
Většina hodnocení, kterých se Playing the Angel dočkal, byla kladná. Jen několik hudebních časopisů, jako např. Rolling Stone magazín, hodnotili toto album jako průměrné.
Dosáhlo 20. místo v žebříčku 20 nejlepších alb roku 2005 v „E! Online's top 20 albums of 2005“ a 68. místo v žebříčku 97 nejlepších alb roku 2005 na „Woxy 97.7's top 97 albums of 2005“ (americká rádiová stanice).

## Drobnosti
- Název „Playing the Angel“ je převzatý z textu písně „The Darkest Star“. Je to již čtvrté album Depeche Mode, které dostalo jméno po části textu v některé svojí písni. Ostatní jsou Construction Time Again, Some Great Reward a Black Celebration, jejichž tituly vzešly z písní „Pipeline“, „Lie to Me“ a „Black Celebration“. Kromě písně „The Darkest Star“, se slovo „angel“ objevuje ještě ve skladbách „John the Revelator“, „Suffer Well“ a „Precious“. Je snadné rozpoznat toto opakující se téma tohoto alba, které pravděpodobně pomohlo při rozhodování o jeho názvu.